# Червоний терор на бурштиновому узбережжі
Червоний терор на бурштиновому узбережжі - американський документальний фільм про литовський опір радянській окупації від підписання пакту Молотова – Ріббентропа в 1939 р. До розпаду Радянського Союзу в 1991 р.
Протягом року викладання у Вільнюському університеті О'Рурка надихнув випадковий візит до колишнього штабу КДБ у Вільнюсі, назвавши це "одним із найхолодніших переживань у моєму житті". Він об'єднався з Гумбертом, який знімав документальний фільм про чехословацький переворот 1948 року. Вони отримали доступ до архівів кіно та фото Литви. Потрібно було кілька років роботи в архівах, перш ніж вони завоювали довіру тих, кого брали участь в інтерв’ю - зокрема колишніх в’язнів та Лісових братів. У фільмі з'являється президент Литви (на момент зйомок) Валдас Адамкус. 
Червоний терор був випущений восени 2008 року. Вперше його транслювали в січні на Род-Айлендській PBS-станції WSBE-TV, канал 36.  Згодом він був завантажений NETA, Національною освітньою телекомунікаційною асоціацією, для розповсюдження на станціях PBS, що беруть участь, і демонструється по Сполучених Штатах
Фільм пройшов спеціальні покази, зокрема у Фонді спадщини в грудні 2008 року, де його представив Аудріус Брузга, посол Литви в США, після чого відбулася дискусія з Гумбертом та О'Рурком  та в Род-Айленд Інтернешнл Кінофестиваль влітку 2009 року. 23 серпня 2010 року, в річницю підписання Пакту Молотова-Ріббентропа 1939 року, Литовське національне телебачення транслювало Червоний терор у прайм-тайм по всій країні в пам'ять про цю подію та її наслідки. 